# Myliobatis longirostris
Myliobatis longirostris is een vissensoort uit de familie van de adelaarsroggen (Myliobatidae). De wetenschappelijke naam van de soort is voor het eerst geldig gepubliceerd in 1964 door Applegate & Fitch.